# Pseudosynaleurodicus mayoi
Pseudosynaleurodicus mayoi là một loài côn trùng cánh nửa trong họ Aleyrodidae, phân họ Aleurodicinae.
Pseudosynaleurodicus mayoi được Gillespie miêu tả khoa học đầu tiên năm 2006.